# Arkys cicatricosus
Arkys cicatricosus là một loài nhện trong họ Araneidae.
Loài này thuộc chi Arkys. Arkys cicatricosus được William Joseph Rainbow miêu tả năm 1920.